# Steenvoorde
Steenvoorde là một xã ở tỉnh Nord ở miền bắc nước Pháp. Xã này có diện tích 29,82 km², dân số năm 1999 là 4024 người. Xã nằm ở khu vực có độ cao trung bình 25 mét trên mực nước biển.

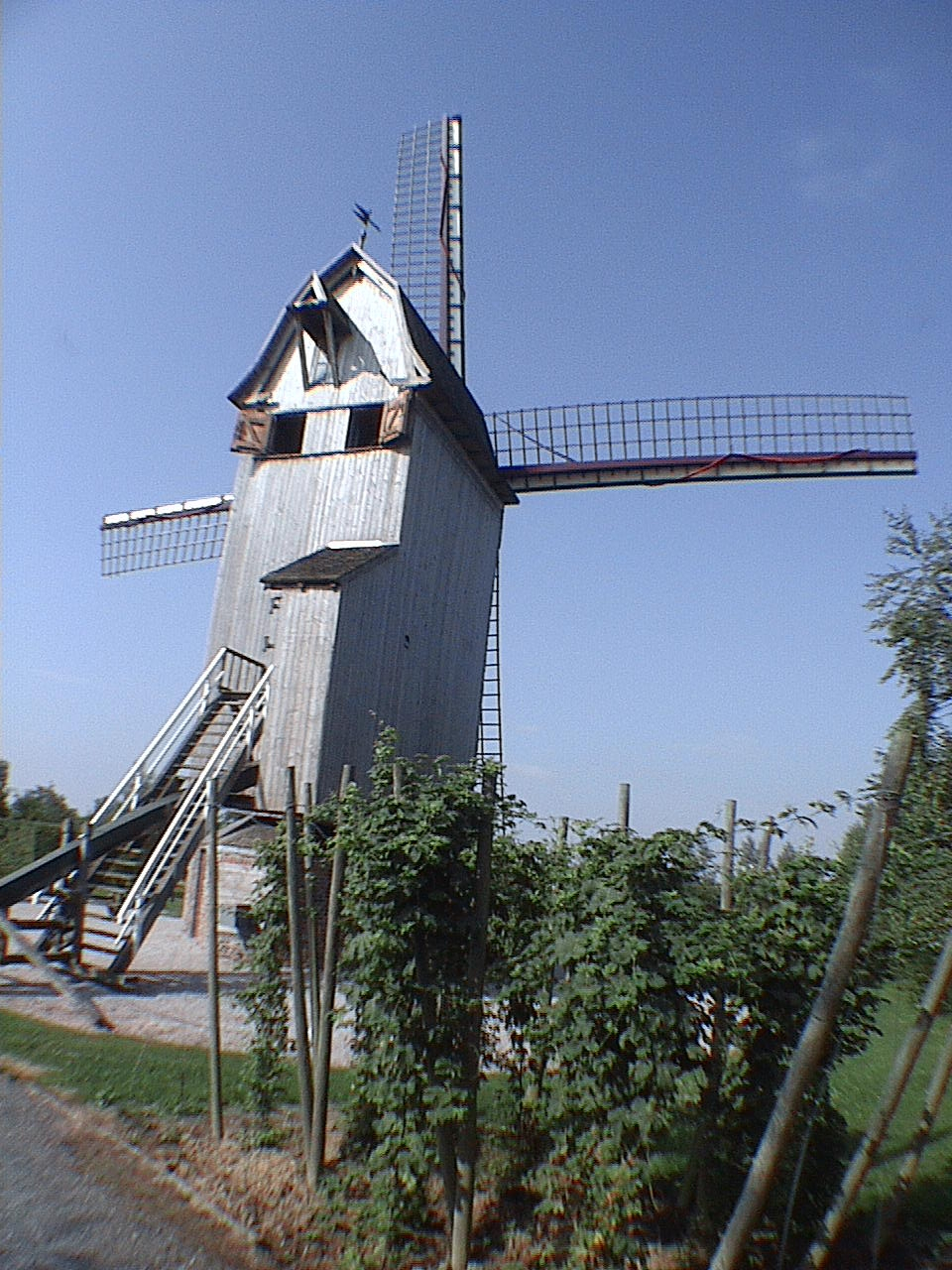
Drievenmeulen ở Steenvoorde